# 助任川
助任川（すけとうがわ）は、徳島県徳島市を流れる川で、吉野川水系に含まれる新町川の支流である。下流部は福島川（ふくしまがわ）とも呼ばれる。
漢名は渭水（いすい）。細川頼之が1385年に、助任川に映る城山を中国長安の渭水に映る山になぞらえて、川を渭水・山を渭山（いのやま）と名づけたと伝えられる。ただし一説にこれは史実ではなく、猪（い）を伏した姿から猪山（いのやま）と呼ばれ、それが渭山と当て字され、それから渭水が名づけられたと言う。

## 地理

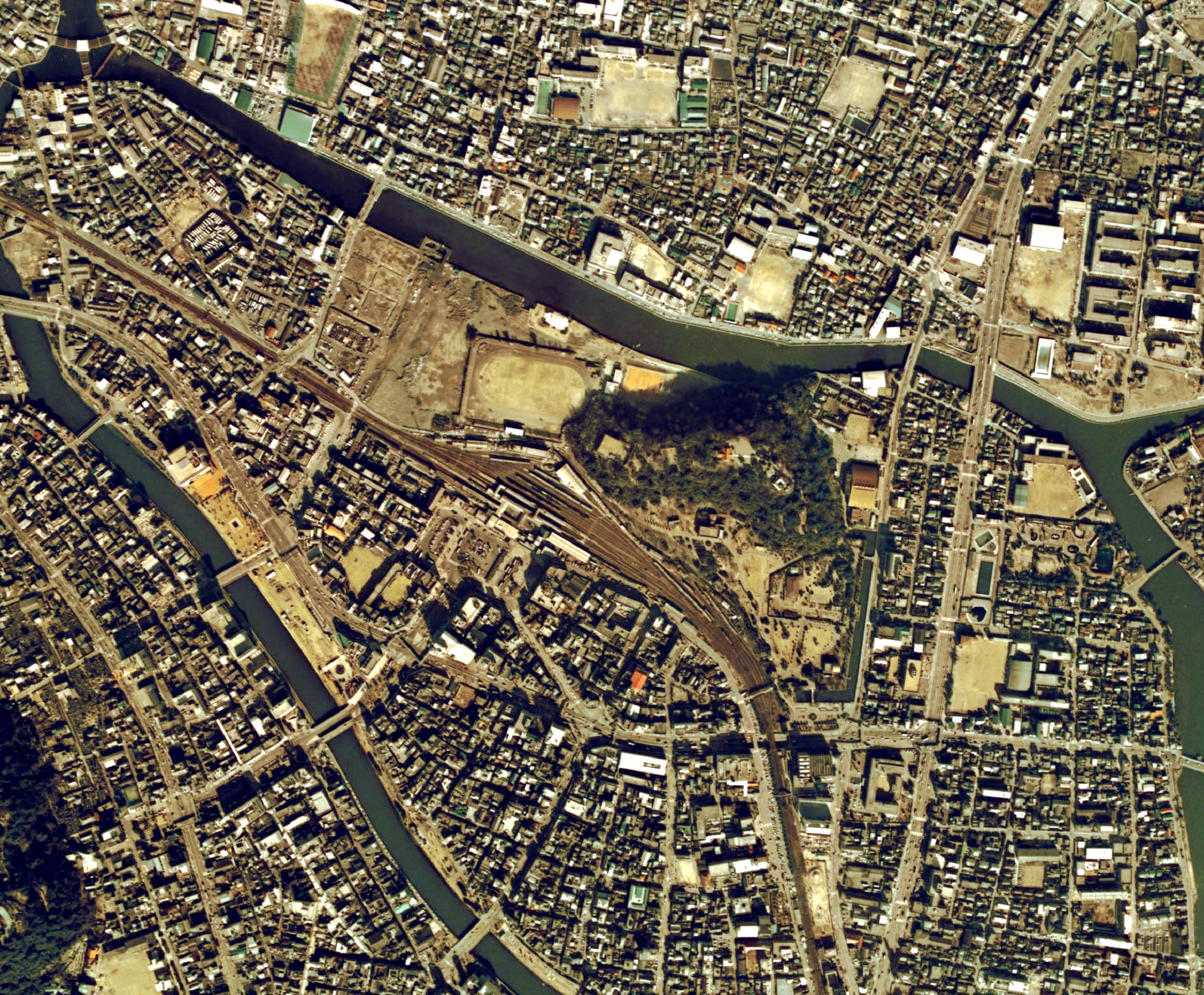
助任川（ひょうたん島[中央の中州]北側）
（1974年、）

吉野川から分岐し南へ流れる新町川の上流部の三ツ合橋で左岸（東岸）から分岐し、東へ向きを変えた新町川下流に再合流する。
途中で向きを東南東から南南東に変えており、そこまでの左岸（北岸）地区を渭北地区、そこからの左岸（東岸）を渭東地区と呼ぶ。右岸（南岸・西岸）は徳島の中心街である内町地区で、新町川と助任川に挟まれた1つの中州であり、島としてはひょうたん島と呼ぶ。
沿岸の地区と町は、
- 左岸: 渭北（南前川町・助任橋・南常三島町）・渭東（住吉・福島・新南福島）
- 右岸: 内町（北出来島町・東出来島町・徳島町（城内含む）・中徳島町・徳島本町・新蔵町・中洲町）

である。
中流部の渭北と渭東の境に大岡川が合流し、住吉と福島の境から住吉島川が分岐する。住吉島川分岐地点付近より下流は古くより福島川と呼ばれている。
南前川町と徳島町の間では両岸に徳島公園が広がる。

## 環境
水質は2007年度の結果によると、CODが4～5ppmで少し汚れているが、透視度は50cm以上あり良好である。
2007年にはエイが生息しているのが発見された。
助任川の清掃活動などは新町川を守る会が行っている。

## 福島川
住吉島川分岐地点より下流は、左岸（東岸）が福島（現在では河口部は新南福島）で、古くから福島川と呼ばれ、現在でもそう呼ばれることがある。
分岐点直後の福島橋からが福島川の橋とされる。ただし橋の銘板には、福島橋には助任川、その次の福島新橋には福島川と記載されている。
水質は助任川とほぼ同じ。橋梁は福島橋、福島新橋、中洲みなと橋。福島一体を流れており、中洲みなと橋を過ぎると新町川に合流する。助任川と同じく新町川を守る会が清掃活動を行っている。

## 助任川沿いにある公園
上流部より記載。助任川沿いにある公園の一部は「美しい日本の歩きたくなるみち500選」のコースに選定されている。
| 公園                        | 場所                       | 備考                                                          |
| --------------------------- | -------------------------- | ------------------------------------------------------------- |
| 徳島中央公園                | 徳島市徳島町城内1番外      | 徳島城跡や旧徳島城表御殿庭園の観光スポットがある              |
| 助任川河岸緑地              | 徳島市南前川町1～4丁目地先 | 「美しい日本の歩きたくなるみち500選」選定、徳島中央公園の一部 |
| 中徳島河畔緑地              | 徳島市中徳島町1丁目        | 「美しい日本の歩きたくなるみち500選」選定                     |
| みなと公園 （ケンチョピア） | 徳島市中洲町1丁目          | 「美しい日本の歩きたくなるみち500選」選定、新町川沿いまで     |

## 橋梁
上流部より記載。
| 橋                                 | 左岸                 | 右岸                     | 道路                     | 備考                                             |
| ---------------------------------- | -------------------- | ------------------------ | ------------------------ | ------------------------------------------------ |
| 三ツ合橋                           | 中前川町5・南前川町5 | 出来島本町3・北出来島町2 |                          | 助任川と新町川の合流部に架かるT字の橋            |
| 前川橋                             | 南前川町4            | 東出来島町・徳島町城内   |                          |                                                  |
| 西の丸橋                           | 南前川町4・3         | 徳島町城内               | 徳島県道30号徳島鴨島線   | 徳島城の西の丸が橋名の由来                       |
| 徳島中央公園歩道橋（前川橋水管橋） | 南前川町2            | 徳島町城内               |                          | 歩行者専用道路水道橋                             |
| 助任橋                             | 助任橋               | 徳島町城内・3            |                          | 橋北詰の地名にもなっており1～4丁目まである       |
| 助任新橋                           | 助任橋・南常三島町1  | 徳島町3・中徳島町2       | 国道11号                 | 徳島大学のすぐ側に位置している                   |
| 徳住橋                             | 住吉1                | 中徳島町2                |                          | 映画『阿波の踊子』のロケ地として知られている     |
| 福島橋                             | 福島1                | 徳島本町3                | 徳島県道29号徳島環状線   | 人柱伝説が残る                                   |
| 福島新橋                           | 福島1・新南福島1     | 新蔵町3・中洲町3         |                          | 福島側が2又になったV字型の橋                     |
| 中洲みなと橋                       | 新南福島1            | 中洲町3                  | 臨港道路福島中洲バイパス | みなと公園（ケンチョピア）のすぐ側に架かっている |

## 画像

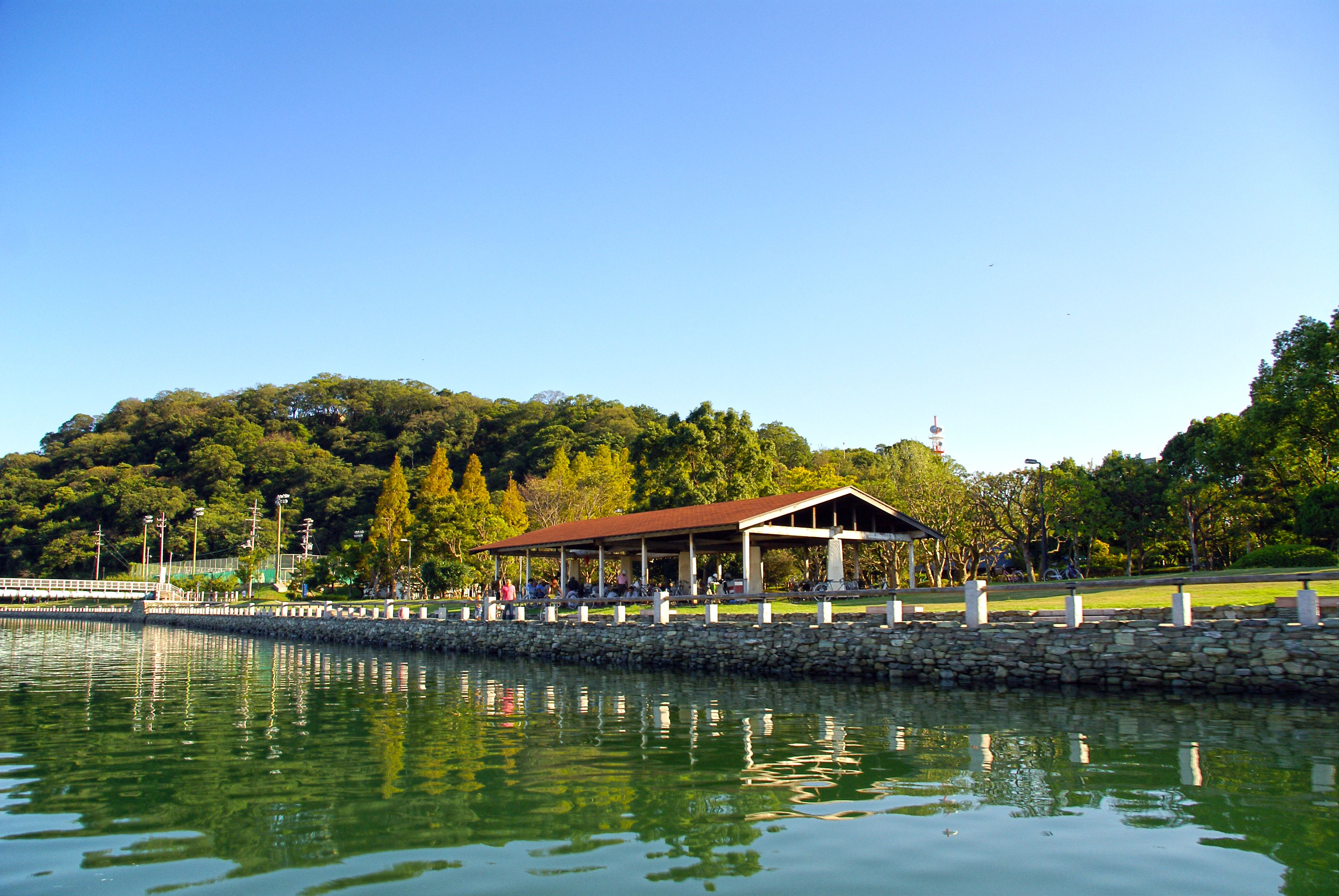
左岸から下流に見た城山と徳島中央公園歩道橋
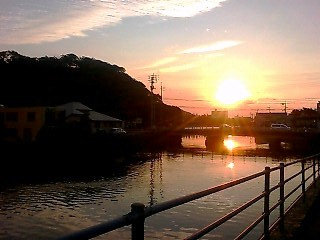
左岸から上流に見た城山と助任橋
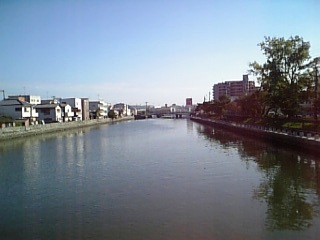
福島橋から下流に見た福島川と福島新橋